# Kanton Villemomble
Der Kanton Villemomble ist seit 1967 ein französischer Wahlkreis im Arrondissement Le Raincy, im Département Seine-Saint-Denis und in der Region Île-de-France; sein Hauptort ist Villemomble.

## Gemeinden
Der Kanton besteht aus drei Gemeinden mit insgesamt 66.665 Einwohnern (Stand: 1. Januar 2022) auf einer Gesamtfläche von 9,70 km²:
| Gemeinde           | Einwohner 1. Januar 2022 | Fläche km² | Dichte Einw./km² | Code INSEE | Postleitzahl |
| ------------------ | ------------------------ | ---------- | ---------------- | ---------- | ------------ |
| Neuilly-Plaisance  | 21.914                   | 3,42       | 6.408            | 93049      | 93360        |
| Le Raincy          | 14.778                   | 2,24       | 6.597            | 93062      | 93340        |
| Villemomble        | 29.973                   | 4,04       | 7.419            | 93077      | 93250        |
| Kanton Villemomble | 66.665                   | 9,70       | 6.873            | 9321       | –            |

Bis zur Neuordnung bestand der Kanton Villemomble aus der Gemeinde Villemomble. Sein Zuschnitt entsprach einer Fläche von 4,04 km2.